# Gouvernement Siberië
Het gouvernement Siberië (Russisch: Сибирская губерния, Sibirskaja goebernija) was een gouvernement (goebernija) van het keizerrijk Rusland. Het bestond van 1708 tot 1782. Het gouvernement ontstond uit het tsaardom Rusland en het ging op in het gouvernement Tobolsk en het gouvernement Irkoetsk. Het grensde aan China, het gouvernement Kazan, het gouvernement Archangelorod, de Noordelijke IJszee en de Grote Oceaan. Het gouvernement was het grootste van het hele keizerrijk, want het strekte van de Oeral tot Siberië en het Russische Verre Oosten. De hoofdstad was Tobolsk.

## Geschiedenis

### Ontstaan
Het gouvernement ontstond door een oekaze van Peter I van Rusland op 18 december 1708. Net zoals de andere gouvernementen werden de grenzen niet vastgelegd, maar bestond het gouvernement uit een aantal steden met omliggend gebied.

### Veranderingen en opheffing
In 1719 werd het gouvernement opgedeeld in drie provincies Vjatka, Solikamsk en Tobolsk. De oejazd Jarensk werd van het gouvernement Siberië overgedragen aan het gouvernement Archangelorod.
In 1724 werd de provincie Tobolsk opgedeeld in de provincies Jenisej, Irkoetsk, en een kleinere provincie Toblolsk. In 1727 werden de provincies Vjatka en Solikarnsk overgedragen aan het gouvernement Kazan.
In 1736 werd de oejazd Okhots afgesplitst van de oejazd Jakoetsk. In hetzelfde jaar werd het gouvernement Siberie in twee onafhankelijke gebieden. De provincie Siberië  omvatte het gebied van de provincies Tobolsk en Jenisej onder bestuur van een gouverneur die zetelde in Tobolsk. De rest van het gebied werd onderverdeeld in de provincie Irkoetsk. In 1737 werden de gebieden in de zuidelijke Oeral georganiseerd in de provincie Iset met de hoofdstad Sjadrinsk. Deze provincie werd overgedragen aan het gouvernement Orenburg. In 1764 werd het gouvernement Irkoetsk opgericht uit de provincie Irkoetsk.
In 1782 werd het gouvernement Siberië opgeheven waarna  het gebied werd opgedeeld in het gouvernement Tobolsk en het gouvernement Kolyvan werd opgedeeld.

## Gouverneurs
- 1708-1714 Matvej Gagarin
- 1714-1716 Ivan Bibikov (actief gouverneur)
- 1716-1719 Matvej Petrovitsj Gagarin, gevangengenomen in 1719 en opgehangen in 1721 voor corruptie
- 1719-1724 Aleksei Michailovitsj Tsjerkasski
- 1724-1726 Michail Vladimirovitsj Dolgoroekov
- 1726-1727 Aleksei Michailovitsj Soerov (actief gouverneur)
- 1727-1728 Michail Vladimirovitsj Dolgoroekov
- 1728-1731 Ivan Vasilievitsj Boltin (vicegouverneur, actief gouverneur)
- 1730 Vasili Loekitsj Dolgoroekov (nooit in Tobolsk aangekomen)
- 1731-1736 Aleksei Lvovitsj Plesjtsjejev
- 1736-1741 Pjotr Ivanovitsj Boetoerlin
- 1741-1742 Ivan Afanasijevitsj Sjipov
- 1742-1752 Aleksei Michailovitsj Soecharev
- 1754-1757 Vasili Aleksejevitsj Mjatlev
- 1757-1763 Fjodor Ivanovitsj Sojmonov
- 1763-1780 Denis Ivanovitsj Tsjitsjerin